# 128 Nemesis

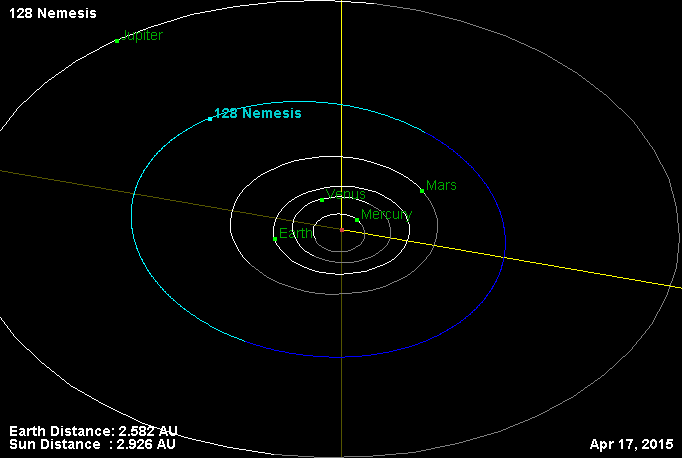
128 Nemesis

För andra betydelser, se Nemesis (olika betydelser).
128 Nemesis eller 1952 HW1 är en asteroid upptäckt 25 november 1872 av den kanadensisk-amerikanske astronomen James Craig Watson i Ann Arbor. Asteroiden har fått sitt namn efter gudinnan Nemesis inom grekisk mytologi.
Asteroiden roterar runt sin egen axel på 39 timmar vilket är bland de långsammaste bland de stora asteroiderna.
Nemesis är även namnet på en hypotetisk följeslagare till Solen.